# Burg Heid-Bach
Der Burg Heid-Bach ist ein rechter Zufluss der Ruwer in Rheinland-Pfalz, Deutschland. Er entspringt bei Schillingen auf 478 Meter über NN und mündet bei der Burg Heid auf 287 Meter über NN. Die Länge beträgt 2,07 Kilometer, das Wassereinzugsgebiet hat eine Größe von 2,938 Quadratkilometern.